# Skalky u Hulína
Přírodní památka Skalky u Hulína představuje mokřadní biotopy v opuštěné pískovně s ukázkovým příkladem sukcese a výskytem chráněných a ohrožených druhů živočichů, především obojživelníků a vážek. Nachází se v Hornomoravském úvalu na samém jihozápadním okraji Holešovské plošiny v nadmořské výšce 192 až 195 m, mezi Pláňavským rybníkem a státní silnicí spojující obce Hulín a Záhlinice.

## Geologie, půdní poměry
Geologický podklad území tvoří šedé až rezavě hnědé písky a písčité štěrky (pleistocén střední – riss) svrchní akumulace hlavní terasy Holešovské plošiny, která je tvořena neogenními a kvartérními sedimenty a sklání se k JJZ. Půdním typem je převážně kambizem arenická.

## Flóra a vegetace
Po ukončení těžebních činností začala na obnažených plochách nastupovat synantropní bylinná společenstva charakteristická vysokým podílem nitrofilních druhů, archeofytů a neofytů, především nitrofilní společenstva na kypřených půdách třídy Chenopodietea, vegetace dvouletých a vytrvalých bylin na suchých stanovištích třídy Artemisietea vulgaris a nitrofilní společenstva třídy Galio-Urticetea. V místech bez rušivých zásahů začala část těchto společenstev přecházet v sukcesně vyšší stadia křovinných a dřevinných formací s vrbou (Salix spp.).
Analogický proces probíhal i v litorálu vzniklých vodních ploch, kde se díky přísunu alochtonního materiálu do vodního prostředí vytvořily příhodné podmínky pro nástup submerzní a emerzní vegetace třídy Lemnetea a Potametea, např. s okřehkem trojbrázdým (Lemna trisulca), rdestem (Potamogeton spp.), lakušníkem (Batrachium spp.) aj. Později zde začaly vznikat porosty rákosin řádu Phragmitetalia, které jsou charakteristické vysokou vnitřní i vnější stabilitou při nízké druhové diverzitě. Dominantně je zde zastoupen především rákos obecný (Phragmites australis) s dalšími vtroušenými druhy, jako jsou např. orobinec širokolistý (Typha latifolia), žabník kopinatý (Alisma lanceolatum), kosatec žlutý (Iris pseudacorus) a šmel okoličnatý (Butomus umbellatus). Mělké tůně zarůstají mechem srpatkou zahnutou (Drepanocladus aduncus). Z chráněných druhů zde roste (na území základní ochrany EVL mimo vlastní PP) několik jedinců silně ohroženého starčku poříčního (Senecio sarracenicus), který se sem rozšířil z nedalekých lokalit v okolí Záhlinic.

## Fauna

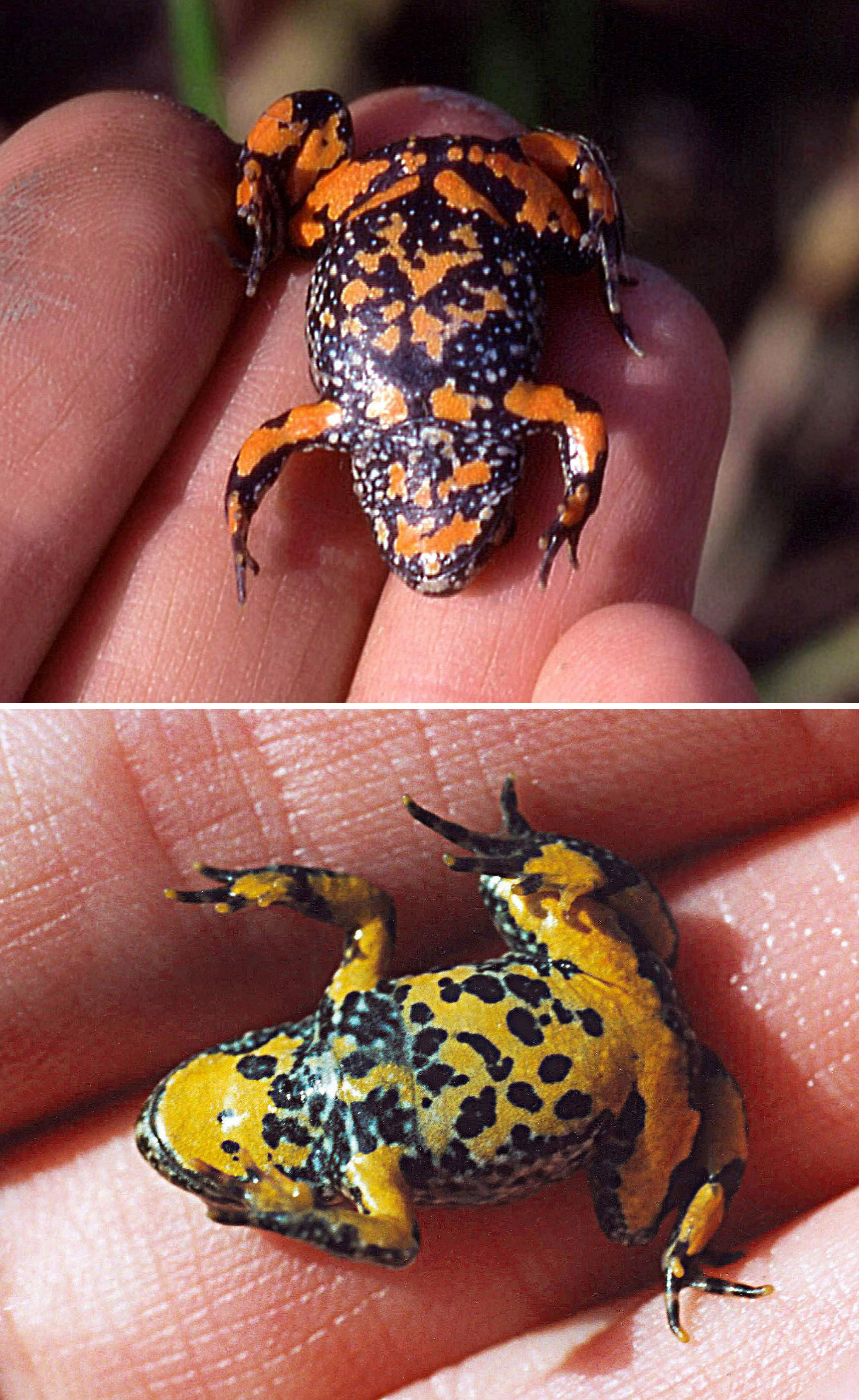
Kuňka obecná

Na území EVL a PP Skalky bylo dosud zjištěno 42 zvláště chráněných druhů živočichů. Na rostlinná společenstva, stejně tak jako na vodní prostředí, jsou troficky či topicky vázány četné druhy bezobratlých a obratlovců, které svou aktivitou zpětně ovlivňují druhovou pestrost těchto společenstev a vytváří tak provázaný systém. Druhová diverzita jednotlivých zoocenóz bezobratlých, především pleustonních, bentonních a pelagiálních společenstev, např. chrostíků (Limnephilus spp.) a měkkýšů (Mollusca) zastoupených zde terčovníkem vroubeným (Planorbis planorbis), okružákem ploským (Planorbarius corneus), plovatkou bahenní (Lymnaea stagnalis) a hrachovkami (Pisidium spp.) ukazuje na jejich celkovou vyváženost a vytváří tak příhodné podmínky pro existenci sekundárních a terciárních predátorů vyšších řádů potravní pyramidy. U vážek (Odonata) je třeba upozornit na 32 většinou odchycených a dokladovaných druhů ze 71 druhů zaznamenaných v celé České republice. Z pavouků zde byl pozorován také teplomilný křižák pruhovaný (Argiope bruennichi).
Z nejvzácnějších druhů obojživelníků se zde vyskytuje především stabilní populace čolka obecného (Lissotriton vulgaris) i čolka velkého (Triturus cristatus), dále blatnice skvrnité (Pelobates fusca) a populace dalších zvláště chráněných druhů, jako např. kuňky obecné (Bombina bombina), ropuchy obecné (Bufo bufo), ropuchy zelené (Bufo viridis), skokana štíhlého (Rana dalmatina) a skokana ostronosého (Rana arvalis). Z plazů zde žije užovka obojková (Natrix natrix), ještěrka obecná (Lacerta agilis) a slepýš křehký (Anguis fragilis). Z ryb je nejvýznamnější nález piskoře pruhovaného (Misgurnus fosilis).
Jako hnízdní refugium pravidelně využívají tuto lokalitu (EVL a PP Skalky) některé zvláště chráněné druhy ptactva, jako např. silně ohrožený pisík obecný (Actitis hypoleucos) a ledňáček říční (Alcedo atthis). Z ohrožených druhů lze uvést např. bramborníčka černohlavého (Saxicola torquata), ťuhýka obecného (Lanius collurio), moudivláčka lužního (Remiz pendulinus) a potápku malou (Tachybaptus ruficollis). K nejcennějším ptačím zástupcům patří bezesporu vodouš rudonohý (Tringa totanus), který zde vyhnízdil ve dvou párech v roce 1992 a hnízdící bukáček malý (Ixobrychus minutus). V době jarních a podzimních migrací se zde koncentruje množství dalších druhů ptactva, především z řádu bahňáků (Charadriiformes). Ze savců se na lokalitě již několik let zdržuje také bobr evropský (Castor fiber).

## Historie území
V místním názvu Skalky se odráží vznik poměrně vertikálně členitého území vzniklého při povrchové těžbě písků a štěrkopísků v této lokalitě. Při těžbě písků se na původně zemědělských pozemcích v trati zvané Padělky vytvořily umělé deprese různého plošného rozsahu a hloubky. Ty byly díky vysoké hladině spodní vody a založení rybniční soustavy Záhlinických rybníků v jejich těsné blízkosti postupně zavodněny prolínáním podzemní vody. Později zde docházelo také k terénním úpravám, kdy byla část vytěžených ploch zavážena zeminou. Vznikaly zde také černé skládky, které byly z větší části odstraněny. Přesto dosud v některých tůňkách zůstávají např. staré pneumatiky, stavební odpad a také produkty, které sem v minulosti unikly z blízké obalovny živičných směsí (např. asfalt).

## Management, ohrožení
Území je v současnosti nadměrně zarostlé náletovými dřevinami a bude potřebné jejich prořezání a případně obnovení mělkých tůní. Část vodních ploch v EVL je využívána k nepovolenému chovu ryb a divokých kachen. Velkým problémem je chování některých současných vlastníků na části pozemků, kde jsou prováděny nepovolené úpravy terénu za použití těžké techniky.

## Natura 2000
Vyhlášení přírodní památky Skalky u Hulína bylo provedeno v rámci zřizování územní ochrany Evropsky významné lokality Skalky (kód CZ0723423) jako součást soustavy chráněných území Natura 2000 v České republice v kontinentální biogeografické oblasti. Předmětem ochrany je stála populace kuňky obecné (Bombina bombina) v oblasti střední Moravy.